# Ligne Misumi
La ligne Misumi (三角線, Misumi-sen) est une ligne ferroviaire située dans la préfecture de Kumamoto au Japon. Elle relie la gare d'Uto à Uto à la gare de Misumi à Uki. La ligne est exploitée par la compagnie JR Kyushu.

## Histoire
La ligne a été ouverte en 1899.

## Caractéristiques

### Ligne
- Longueur : 25,6 km
- Ecartement : 1 067 mm
- Nombre de voies : Voie unique

### Services et interconnexions
A Uto, les trains continuent sur la ligne principale Kagoshima jusqu'à Kumamoto.

### Gares
| Gare          | Nom japonais | Distance (km) | Correspondances                        | Localisation |
| ------------- | ------------ | ------------- | -------------------------------------- | ------------ |
| Uto           | 宇土         | 0             | JR Kyushu : Kagoshima (interconnexion) | Uto          |
| Midorikawa    | 緑川         | 4,0           |                                        | Uto          |
| Sumiyoshi     | 住吉         | 7,2           |                                        | Uto          |
| Higo-Nagahama | 肥後長浜     | 11,4          |                                        | Uto          |
| Ōda           | 網田         | 14,5          |                                        | Uto          |
| Akase         | 赤瀬         | 18,4          |                                        | Uto          |
| Ishiuchi Dam  | 石打ダム     | 19,6          |                                        | Uki          |
| Hataura       | 波多浦       | 23,5          |                                        | Uki          |
| Misumi        | 三角         | 25,6          |                                        | Uki          |